# (31345) 1998 PG
1998 بي جي (ويعرف أيضًا باسم (31345) 1998 بي جي وفق تسمية الكوكب الصغير) (بالإنجليزية: 1998 PG)‏ هو كويكب ضمن حزام الكويكبات؛ وترتيبه 31345 من حيث الاكتشاف.
اكتُشف هذا الجُرم الفلكي بواسطة مرصد لويل للبحث عن الأجرام القريبة من الأرض في 3 أغسطس 1998.

## وصلات خارجية
- (31345) 1998 PG في قاعدة بيانات مختبر الدفع النفاث لأجرام النظام الشمسي الصغيرة

- الاكتشاف · مخطط المدار ·  العناصر المدارية · المعلمات المادية

- (31345) 1998 PG على موقع ويكي سكاي: DSS2, SDSS, GALEX, IRAS, Hydrogen α, X-Ray, Astrophoto, Sky Map, Articles and images